# 黃金海岸水上運動中心
黃金海岸水上運動中心（2018年大英國協運動會期間名為Optus水上運動中心）是位於昆士蘭州黃金海岸南港布羅德沃特公園的公共游泳池。2018年大英國協運動會跳水和游泳比賽於此舉辦。

## 設施
在2014年對該中心進行重大翻新之前，黃金海岸水上運動中心擁有多項設施。包括：
- 50公尺 x 21公尺8泳道競賽池
- 33公尺 x 21公尺跳水
- 離地1公尺、3公尺、5公尺、7.5公尺、10公尺的跳水平台
- 25公尺 x 20公尺8泳道訓練池

在2014年的整修，新增了以下設施：
- 新的50公尺 x 25公尺10泳道奧運標準競賽池
- 新的15公尺 x 10公尺室內學習游泳池
- 新的戲水池

## 外部連結
- 官方网站